# WME Awards 2021
A 5.ª edição do Woman's Music Event Awards (ou apenas WME Awards 2021) foi realizada em 16 de dezembro de 2021 no Teatro B32, na cidade de São Paulo, no Brasil. Promovida em parceria com a Music2!, a premiação homenageou as mulheres da música brasileira. A cerimônia foi apresentada pela cantora Preta Gil. Sandra de Sá e Cássia Eller foram as homenageadas. A cerimônia foi transmitida ao vivo pelo canal TNT.

## Vencedoras e indicadas
As indicadas foram reveladas em 26 de outubro de 2021, em uma transmissão ao vivo apresentada por Sarah Oliveira e Day Limns. Duda Beat liderou com cinco indicações, seguida por Luísa Sonza com quatro, enquanto Ludmilla e Marília Mendonça receberam três indicações. As vencedoras estão listadas em primeiro e destacadas em negrito.

### Voto popular
As vencedoras das seguintes categorias foram escolhidas por votos dos fãs.
| Álbum - Indigo Borboleta Anil – Liniker - Te Amo Lá Fora – Duda Beat - Doce 22 – Luísa Sonza - Numanice – Ludmilla - Cor – Anavitória                                                                                 | Cantora - Maiara & Maraisa - Luísa Sonza - Ludmilla - Majur - Duda Beat |
| DJ - Curol - Eli Iwassa - Lys Ventura - Badsista - Kennya | Música Alternativa - "Meu Pisêro" – Duda Beat - "Baby 95" – Liniker - "Me Toca" – Marina Sena - "Foi Mal" – Urias - "I Míssil" – Linn da Quebrada                                 |
| Música Latam - "El Makinon" – Karol G com part. de Mariah Angeliq - "Menos Mierda" – Miss Bolivia com part. de Perotá Chingó - "Mafiosa" – Nathy Peluso - "Que Wea" – Paloma Mami - "Noches en Miami" – Natti Natasha | Música Mainstream - "Troca de Calçada" – Marília Mendonça - "Não, Não Vou" – Mari Fernandez - "Gueto" – Iza - "Penhasco" – Luísa Sonza - "Rainha da Favela" – Ludmilla            |
| Revelação - Marina Sena - MC Dricka - Japinha Conde - Fenda - Bixarte | Videoclipe - "Esqueça-Me Se For Capaz" – Marília Mendonça e Maiara & Maraisa - "Nem Um Pouquinho" – Duda Beat - "Lama" – Mulamba - "Gueto" – Iza - "Melhor Sozinha" – Luísa Sonza |

### Voto técnico
As vencedoras das seguintes categorias foram escolhidas pelas embaixadoras do WME Awards.
| Compositora - Marília Mendonça - Juçara Marçal - Carol Biazin - Ana Juh - Duda Beat                                                                           | Diretora de Videoclipe - Joyce Prado - Sabrina Duarte - CeGe (Camila Toun e Gabiru) - Gabi Jacob - Cris Streciwik |
| Empreendedora Musical - Eliane Dias (Boogie Naipe) - Arleyde Caldi - Kamila Fialho (K2L) - Anita Carvalho (Rio Music Academy) - Juli Baldi (Bananas Branding) | Inovação na Web - Hervolution - Music Rio Academy - Phonogram.me - UH Manas TV - Festival Mana                    |
| Instrumentista - Silvanny Sivuca - Ana Karina Sebastião - Josyara - Rayani Martins - Michele Cordeiro                                                         | Jornalista Musical - Fabiane Pereira - Pérola Mathias - Isabela Yu - Chris Fuscaldo - Kamille Viola               |
| Produtora Musical - Mahmundi - Natalia Carreira - Malka - Iasmin Turbininha - Barbara Labres                                                                  | Radialista - Fabiana Ferraz - Sarah Mascarenhas - Fabiane Pereira - Paula Lima - Valeria Becker                   |
| Profissional do Ano - Eliane Dias - Ana Morena - Anita Carvalho - Cris Falcão - Alana Leguth                                                                  | |